# قره‌لر (قبادلی)
قره‌لر (ترکی آذربایجانی: Qaralar) یک منطقهٔ مسکونی در جمهوری آرتساخ است که در استان کاشاتاق واقع شده‌است.